# Якоб Рогевен
Якоб Рогевен (на нидерландски: Jakob Roggeveen) е холандски пътешественик-изследовател, който е изпратен да намери Южния континент (Антарктида), но открива Великденския остров.

## Биография

### Произход, образование и кариера (1659 – 1721)
Роден е на 1 февруари 1659 година в Миделбьорг, провинция Зеландия, Холандия. Става нотариус в родния си град, а на 12 август 1690 получава докторска степен по право в Университета в Хардервик. Жени се за Мария Маргарита Винчентиус, но тя умира през октомври 1694. През 1706 се присъединява към Нидерландска източноиндийска компания и от 1707 работи в колониалната администрация на компанията в Батавия (днес Джакарта, Индонезия). В Батавия се оженва се за Анна Адриана Клемънт, но скоро след това и тя умира и през 1714 се завръща сам в Миделбьорг.
След завръщането си Якоб се включва в религиозни спорове, като подкрепя щедрия проповедник Понтян ван Хатем със своята книжка „De val van 's werelds afgod“. Първата част излиза през 1718 в Миделбьорг, впоследствие книгата е конфискувана и изгорена от градския съвет. Рогевен бяга от Миделбьорг в близкия град Влисинген. След това се установява в малко градче в провинция Зеландия, където написва и публикува 2-ра и 3-та част на „De val van 's werelds afgod“, с което отново поражда спорове.

### Експедиционна дейност (1721 – 1723)

#### Подготовка за експедицията
Неговият баща Арент Рогевен е математик с много познания в астрономията, географията и теорията на навигацията, завладян от идеята за Южния континент, дори получил патент за изследването му. Възрастта попречва на Арент Рогевен да пътешества, но това прави неговият син Якоб.
През 1716 или 1717 предлага на Нидерландската западноиндийска компания да спонсорира експедиция в южната част на Тихия океан за търсене на митичния Южен континент. Проектът е приет от компанията и са оборудвани три кораба (Arend, Thienhoven, Afrikaansche Galey) със 70 оръдия и 223 души екипаж.

#### Плаване в Тихия океан
На 21 август 1721 експедиция отплава от холандското пристанище Тексел, за да открие Южната Земя (Антарктида). Достига до Фолкландските острови завива на запад и на 14 януари 1722 заобикаля нос Хорн и три седмици се бори с противните ветрове. След това се отправя към Тихия океан, като следващото му спиране е във Валдивия, Чили. Посещава архипелага Хуан Фернандес, където дава отдих на моряците за близо 3 седмици и на 17 март 1722 поема на северозапад.
На 6 април 1722 открива остров Пасха (Великденски остров, 160 км2, 27°06′ ю. ш. 109°22′ з. д. / 27.1° ю. ш. 109.366667° з. д.). На 13 април флотилията напуска острова и продължава на северозапад. От 18 май до 2 юни в архипелага Туамоту открива 2 острова и 5 атола. На 18 май – остров Тикеи (Румянцев, 14°57′ ю. ш. 144°33′ з. д. / 14.95° ю. ш. 144.55° з. д.), на 19 май – атола Такапото (вторично), на 22 май – атола Манихи (вторично), на 27 май – атола Апатаки (Хагемайстер, 15°19′ ю. ш. 146°18′ з. д. / 15.316667° ю. ш. 146.3° з. д.), на 28 май – атола Арутуа (Рюрик, 15°15′ ю. ш. 146°37′ з. д. / 15.25° ю. ш. 146.616667° з. д.), на 30 май – атола Рангироа (вторично) и на 2 юни – остров Макатеа (вторично).
На 6 юни 1722 в архипелага Общество открива островите Бора Бора (16°30′ ю. ш. 151°44′ з. д. / 16.5° ю. ш. 151.733333° з. д.) и Маупити (16°26′ ю. ш. 152°15′ з. д. / 16.433333° ю. ш. 152.25° з. д.). От 12 до 15 юни в архипелага Самоа открива атола Роз (12 юни, 14°33′ ю. ш. 168°09′ з. д. / 14.55° ю. ш. 168.15° з. д.), о-вите Мануа (13 юни, 14°15′ ю. ш. 169°28′ з. д. / 14.25° ю. ш. 169.466667° з. д., в т.ч. островите Аинуу, Офу-Олосега и Тау) и островите Тутуила (15 юни, 14°17′ ю. ш. 170°43′ з. д. / 14.283333° ю. ш. 170.716667° з. д.) и Уполу (15 юни, 13°55′ ю. ш. 171°45′ з. д. / 13.916667° ю. ш. 171.75° з. д.). Около Самоа един от корабите му потъва, а на останалите два свирепства цинга. Сред матросите и офицерите зрее недоволство и поради тези причини Рогевен се отказва от по-нататъшно търсене на Южния континент и заобикаляйки островите Нова Британия и Нова Гвинея се насочва към Ява, където изгнилите кораби едва достигат. В Батавия екипажът е арестуван, защото е нарушен монопола на Нидерландска източноиндийска компания. Рогевен е освободен, но е задължен да плати на екипажа си, което напълно го разорява.

### Следващи години (1723 – 1729)
На 11 юли 1723 се завръща в Холандия и написва 4-та част на „De val van 's werelds afgod“. Умира близо до родния си град на 31 януари 1729 година на 69-годишна възраст.